# 田中真弓
田中 真弓（たなか まゆみ、1955年〈昭和30年〉1月15日 - ）は、日本の声優、女優、ナレーター。日本芸術専門学校特別講師。本名：阿部 真弓（あべ まゆみ）。東京都渋谷区代々木上原、杉並区浜田山出身。青二プロダクション所属。

## 来歴

### 生い立ち
東京都渋谷区代々木上原に誕生する。父が新聞記者だったことから、転勤で2歳ごろに大阪府へ移住。後に東京へと戻り、杉並区浜田山で育つ。東京都立杉並高等学校、青山学院女子短期大学卒業。
幼少期から目立ちたがりで、歌うのが好きであり、将来は歌手を志望していた。学生時代には演劇にも打ち込み、学芸祭のクラス公演などで演劇を行っていたのをきっかけとして、舞台女優として身を立てる決意を固める。小学校には演劇クラブはなかったが、学芸会の花形であり、田中自身が演目を積極的に提案していた。また小学校時代には「自分には才能があるし、役者は天職だ」と作文にも記したという。
中学、高校、短期大学時代は演劇部に所属していた。当時は娘役が他に多数いたことから、お婆さんと少年役が多かった。中学時代は俳優座が好きであり、卒業後は桐朋学園芸術短期大学演劇科を志望していた。同芸術短期大学演劇科は中学、高校、短期大学時代と受験したが、いずれも不合格だった。
女優としての活動の場を求めて、文学座、青年座などに応募するも全て不合格だった。落選の理由として「あなたは背が低いし、小顔で、全てが小作りで舞台栄えしない。妖精や子供など、役柄が限られてしまうから」と告げられ、当時は非常に落ち込んだと述懐している。竹内演劇研究所の一期生募集のオーディションも受けたが、田中以外の全員が合格するという結果となった。入学金を支払えば入れるという、客状態でも活動できるといった形態の養成所だったが、田中だけが落選したという。このことで、当時はもう人間やめろと告げられたように感じ、深く落胆したという。フジテレビのアナウンサー試験にも応募し、最終選考の5名まで残ったものの内定には至らなかった。

### キャリア
作曲家の鈴木邦彦の下で歌のレッスンを受けていた時期もあった。ある日、渋谷にあるバーの前で歌手募集の広告を見つけ、そのバーでいわゆるハコバンのシンガーとして唄うことになる。後日、バーに来たテアトル・エコーの音響スタッフに「うちの劇団なんか合っているんじゃないかな、チビばっかりですよ」と斡旋され、テアトルの付属養成所の試験を受けて合格する。23歳の時に同養成所に入所し、短大卒業後はテアトル・エコーに所属することとなった。
初舞台は研究生としては、小原乃梨子の夫で演出家の戸部信一が演出を務めていた舞台『ろば』。養成所時代だと、熊倉一雄が演出を務めていた太宰治作の三部作『こぶとり』、『舌きり』、『かちかち山』。
声優として駆け出しの時期だった1978年には、田宮二郎の遺作となった『白い巨塔』の第2回に、財前五郎の講義を受ける医学生役と里見医院の看護婦役で出演している。
以前はNPSテアトル、アーツビジョン、大橋巨泉事務所（現：オーケープロダクション）に所属していた。
1978年に『激走!ルーベンカイザー』の高木涼子役で声優デビュー。同年には刑事ドラマ『Gメン'75』の「香港ロケ編」で、事件解決に協力する香港の難民少年役をアテレコで演じた。
1980年代には、島津冴子とラジオ番組『アニメトピア』に2代目パーソナリティーとして出演、少し後に『さすがの猿飛』に揃って出演した。1983年から長期にわたり、『うる星やつら』で女性でありながら格好も言葉遣いも少年の姿の藤波竜之介役を演じたことで大きく知名度を上げた。
1984年に三ツ矢雄二とプロジェクト・レヴューを設立。
2006年には、CD企画『外道女王』（原作：伊豆一彦、脚本：伊藤良徳）にて主役を担当した。

### 現在まで
2011年に第5回声優アワード「高橋和枝賞」を受賞。
2012年に伊倉一恵、竹田えり、高乃麗と共に演劇ユニット「コーネンキーズ」を結成。
2013年に第7回声優アワード「キッズ・ファミリー賞」を受賞。
2017年1月9日、テレビ朝日にて放映された『人気声優200人が本気で選んだ!声優総選挙!3時間SP』で第6位に入選。
2022年、第9回Yahoo!検索大賞声優部門で10位を獲得。

## 人物・特色
音域はF-F-C（地声）-F（裏声）。

### 声優として
男児のような低めの声を活かし、アニメなどで声優業の仕事を精力的に行っている一方で、フジテレビの『クイズ!ヘキサゴン』など、ナレーションの仕事も多くこなしている。
代表作では熱血・元気な少年を演じることが多く、主人公では『ダッシュ勝平』の坂本勝平、『イタダキマン』の孫田空作/イタダキマン、『巨神ゴーグ』の田神悠宇、『魔神英雄伝ワタル』シリーズの戦部ワタル、『とっても!ラッキーマン』のラッキーマン / 追手内洋一、『中華一番!』の劉昴星、『ドラゴンボール』のクリリン、『ONE PIECE』のモンキー・D・ルフィ、『忍たま乱太郎』の摂津のきり丸、『ガイキング LEGEND OF DAIKU-MARYU』のツワブキ・ダイヤ、映画『天空の城ラピュタ』のパズーなどがある。『新・おそ松くん』のチビ太は、事実上イヤミと共に主役の位置にあった。
少年役を演じることに抵抗はなかった反面、『おそ松くん』でチビ太を演じていた頃、舞台の芝居を観た客のアンケートに「チビ太が女装をしていて気持ち悪かった」と書かれたことがあり、当時はチビ太やクリリンに自分の声が取られたような気持ちになったという。少年役以外の役もやりたかったといい、仲の良いディレクターや事務所のマネージャーに「オーディションでも良いからおばさんの役、大人の女の役に挑戦させてくれ」とずっと言っていたが「少年役だと必ず真弓くんの名前が挙がる。でも、おばさん役に君の名前は挙がらないんだよ。そして、自分が挙げようとも思わないんだよ」と返答されてしまったという。
少年役以外にも、声優デビューとなった『激走!ルーベンカイザー』では社長令嬢の高木涼子、『サクラ大戦』では男勝りで姐御タイプの桐島カンナ、『ぼのぼの』でもショーねえちゃん、などといった女性キャラクターの役も稀に演じることがある。

### 女優として
現在でも女優が本業であり、舞台に立つことが多い。2018年頃は『ドラゴンボール超』の収録でも最初から最後までいたことがなく年間7本の舞台公演に出るほど多忙だったという。
2006年時点では「俳優としてずっとやってきていると、自分を出したくなるものなのね。自分らしさを表現したいって。でもね、役に溶け込むよりも自分を出した演技を良しとされる場合もあれば、田中真弓を消して役になりきったほうが良い場合もある。だからそれは、時と場合によるかな」と語っている。

## エピソード
趣味は演劇。特技はジャグリング。
母がクリスチャンだったことから日曜日には、母に連れられて、教会に礼拝に出かけていたという。2歳上の兄がおり、その兄は落語研究会に所属し、落語が好きで、特に立川談志が好きで、その影響で家族も皆談志が好きになったという。夫は声優・俳優の柴本浩行、息子は大道芸人のこ〜すけ（阿部孝祐）。柴本とはのちに離婚するが、田中と別の女性との再婚・離婚を経て、復縁した。
好きなアーティストは『ハナ肇とクレージーキャッツ』、好きなテレビ番組は『シャボン玉ホリデー』。
中学2年生の時、本番で声が出なくなり、病院に行っていたところ、左軟口蓋麻痺だと言われたという。
会話も、全部筆談でしており、「演劇が好きで好きでたまらないのに、このまましゃべれないかもしれない……」と思い、悲嘆に暮れていたという。その時、父が「演劇が好きなら演劇に携わる仕事がいっぱいあるじゃないか」と励ましてくれて、色々と演劇関係の仕事のことを調べてみたが、「演劇が好きなわけじゃない」と気が付いたという。「歌でも踊りでもいいから、目立ちたい！　人前に出たい！　出たいだけなのよ！」というのが、本性だったという。
麻痺は長引いて大変であったが、その本性を知ることができたのは、「あの麻痺のおかげだったんじゃないか」と思っているという。脚本も才能なかったといい、プロジェクト・レビューでも作と演出をしたこともあったが、「あんたみたいに才能ないやつが書くんだったら辞める！」と出演者に言われたこともあったという。そんな紆余曲折もあり、「出る以外何もできないから、できることだけやろう」をモットーにしているという。
若い頃からボーイッシュな外見と低い声だったことから、『うる星やつら』の藤波竜之介の「俺は女だ!」というセリフが他人とは思えないこと、また声優になってから少女らしい演技を試しにしてみたところ「少女趣味のオカマの声」と呼ばれたことを、『アニメック』に寄稿したコメント（第28号「TVアニメ20周年と私」、1983年）で述べている。
『クレヨンしんちゃん』のオーディションをテアトル・エコー時代の後輩の坂本千夏と一緒に受けていたが、オーディション時に野原しんのすけの口癖でもある「ぞぅーさん」と言ってほしいといわれて子供の声を得意とする2人もアフレコで演じたが、しんのすけ役には決まらなかった。

### 出演作について
持ち役のうち、最も気に入っているのは『新・おそ松くん』のチビ太。『新・おそ松くん』でのチビ太の決め台詞「てやんでぃバーロイチキショイ」「しっかりこまたき」「いやーんもう」は田中のアドリブから生まれたものであり、特に人気だった「てやんでぃバーロイチキショイ」は、『新・おそ松くん』DVD第5巻のチビ太のイラストのディスクジャケットにも採用されている。この台詞はチビ太が段ボールに押し込められて川に流されるシーンで、「出せ〜！」といろいろ考えて叫び続けるのもつらかったため繰り返し叫んだところ、受けたという。田中が後に声を当てた『とっても!ラッキーマン』の追手内洋一役や、『ゲゲゲの鬼太郎（第5作）』の毛目玉役でも同様の台詞を連呼している。
1980年頃から鳥類の鳴き声の練習も行っており、『プロゴルファー猿』（カラスのカンクロウ役）や『平成天才バカボン』（九官鳥役）などの鳥役をはじめ、『新・おそ松くん』ではチビ太を演じる傍ら脇役のカラスの鳴き声も担当した他、ニワトリの鳴き声を発するチビ太も器用に演じた。1993年に生出演した『森田一義アワー 笑っていいとも!』（コーナー「ザックリいきまショー」）でも、カラスとニワトリの声を披露している。
『魔神英雄伝ワタル』シリーズの収録現場のアフレコテスト時では、渡部クラマ役の山寺宏一の台本のセリフ「ワタル、気がついたようだな」を「ワタル、毛が生えたようだな」と落書きし、彼に読ませるといったイタズラ書きや、田中演じる戦部ワタルの相棒、龍神丸を召喚した時の「おぉー!!」という雄叫びの後に玄田哲章（龍神丸役）らと共にアドリブを付け加えるなど、ストーリーの流れと無関係のアドリブを率先的に行っていたひとりである。こういったイタズラ書きやアドリブの多さに本気で怒る者や、イタズラ防止のためトイレに行くときですら台本を手放さない者もいたという。また、ワタルシリーズのキャストと別の現場で共演した時に、そこで同じようにイタズラ書きやアドリブを行おうとしたら叱られたこともあったという。一方で、収録初期は「田中真弓という役者が戦部ワタルを演じている」というプライドが強く、心の底からワタル役になりきっていないと感じ取った音響監督の藤野貞義から「今の田中真弓でしょ?ワタルの演技してよ」という注意に「私らしいカラーを出して何が悪いの?」と納得していなかったが、収録が進むにつれそれらを意識することなく、自然体でワタル役を演じられるようになったという。
アニメの主人公の役を演じる機会が少なくなってきたことに悩んでいた頃にアニメ『モジャ公』のオーディションがあり、声の出し方などを息子と相談しながらオーディションに臨んだ結果、採用された。オーディションでは声を作り過ぎてしまい、常にそれでやらなければいけなくなったといい、モジャ公の悲しんでいる時の「オレ、悲しい」という台詞を普段と同じテンションで言っても何か違うなと思ったという。自分なりに考えて違う表現をしても「それじゃ、モジャ公ではなくなっちゃう」と言われ、それ以来「声を作ることはやめよう」、「自分のまんまでいい、今喋っているトーンのまんまで、喜びも悲しみもすべて表現できれば、男も女も関係ない」と考えるようになったという。
『ONE PIECE』のモンキー・D・ルフィ役に起用された経緯は「何回かオーディションがあって。（ルフィ役を）男の人でやりたいっていう人と、女でいきたいっていう人と、新人でやりたいかっていう。新しい声で。新人の中井和哉くんが、先にゾロに決まったの。『じゃあ、ルフィはベテランか』っていう風になった時に、私が浮上してきたっていう。あとあと聞いたら、もともと尾田（栄一郎）先生は『パズーの人（田中）がいい』と言っていたんですって」と明かし、「少年役として、いろいろやらせてもらってきて、声優業はルフィで終わりたいと思っているし。これ以上、少年の役をやれるかっていうと、もうやりきった感じ」とも述べている。またルフィ役を演じるようになり『ドラゴンボール』で長年主人公を演じている野沢雅子の気持ちやすごさが分かるようになったという。『ONE PIECE』単行本52巻では、質問コーナー「SBS」にて読者からの質問に答えており、そこでは持ち前のキャラクターを遺憾なく発揮している。
『サクラ大戦歌謡ショウ』では持ち役である桐島カンナの扮装で舞台に立った。田中は劇団出身だったことから「夢みたいなこと」とし、カンナについて「性格が近く、やりやすかった」としている。舞台での田中は下ネタを披露するなど、キャラとの乖離が激しかったが、音楽監督の田中公平によれば、原作者の広井王子はダメ出しをする所か一緒に面白がっていたという。
『ドキドキ!プリキュア』のイーラは、田中が初めて演じた少女アニメでの少年役である。この時の裏話で、スタジオでプリキュア役のオーディションを行っている現場をたまたま通りかかった田中は、冗談で参加しようとしたところ事務所のマネージャーに注意されて現場を後にしたというエピソードがある。田中は、「あの時オーディションに顔を出したことがイーラを演じるきっかけを作った」と語っている。
『機動戦士ガンダム THE ORIGIN』ではキャスバル・レム・ダイクン役に起用されたが、総監督の安彦良和が「田中さんに」と指名でキャスティングしたという。「ガンダムシリーズ」へはこれが初出演である。ルフィやクリリンのイメージが付きすぎているということで、事前に確認のためオーディションは受けさせられたという。「そんな声のヤツに池田秀一さんのキャラクターの少年時代をやらせていいのか」と思い最初は「ダメです」と断ったところ、安彦からは「僕はさ、真弓くんが、その後、どんな作品でどんな役をやってきたか一切知らないからさ、みんなみたいなイメージはないんだよ。だから僕は真弓くんの声がいいと思ったんだよ」と言われたという。自分の癖、「田中真弓色」を消すのには苦労したという。
洋画の吹き替えでは、特に楽しかった作品に『インディ・ジョーンズ/魔宮の伝説』（日本テレビ版）のショート・ラウンド（演：キー・ホイ・クァン）役を挙げており、「元気な少年役でしたが、普段のアニメとはまた違った気持ちで収録に臨めました」と述べている。洋画の吹き替えでは女性役がくることがあっても男勝りの出で立ちの女優の吹き替えが多いという。
ラジオドラマは自分の間で喋れるため特に好きだといい、洋画の吹き替えよりラジオドラマやアニメの方が好きだと語っている。洋画の吹き替えは俳優の表現の仕方によっていろいろと難しい部分があるといい、また日本語の場合は会話の中の結論が最後に来るが英語だと結論が最初に来るため俳優のリアクションが早く、画面とセリフのテンションがかみ合わなかったりすると語っている。日本や日本語にはないようなことが洋画にはいっぱいあるため、そこにリアリティを載せるのは無理、アニメのほうがリアルな表現をでき、最初から日本語で作ってあるため面白いという。

#### ドラゴンボール
『ドラゴンボール』シリーズはバトルものであるため、日常的な会話をする芝居ではないといい、その中に「様式美」があるという。何十年も長く続いてきた中で、悟空やベジータのそれぞれの型が生まれており、もし声優の代替わりがあったとしても、後継者はそれを守らねばならないと考えているという。
クリリン役の他、ヤジロベー役も担当しているが、原作で鳥山明が「クリリンに声が似てる」と書いており、鳥山からの指名で田中が担当することになったという。クリリンとヤジロベーが会話するシーンを演じるのが大変だったといい（野沢雅子が孫悟空、孫悟飯、孫悟天の3役を同時に演じているため田中もスタッフにやらされるという）、演じ分けのためにヤジロベーを名古屋弁っぽく喋るようにしたという。
『ドラゴンボール改』のアフレコ記者会見にて、再びクリリンを演じていることについて田中は「前回の『Z』の時はまだ新人で、先輩と一緒だったこともあり、それなりに緊張していた。そんな余裕のない状態で夢中でアフレコしていたから、その時はクリリンがどれだけ悟空のことを好きか、まだよく分からなかった」と振り返った。そして「今回（『改』）、第2話で目の前で悟空が殺されてしまう場面で、どれだけクリリンが悟空のことを好きなのかすごく分かった。クリリンの悟空を想う気持ちの大きさは、今もう一度声を吹き込んで、改めて分かった」と話した。
クリリンが最初に死んだ時のその直前の笑顔が今でも忘れられないといいお気に入りのシーンに上げている。2回目、フリーザに殺された時は叫びながら死ぬがそれよりも笑顔で死なれる方が印象に残るという。
劇中でクリリンが殺される場面は3回（アニメオリジナル『ドラゴンボールGT』も含めれば4回）描かれており、この内、殺す側であるタンバリンとフリーザを中尾隆聖が演じていたため、他の番組で中尾と共演する際に「中尾さんが来たら私殺される!」と言って逃げだすという。

## 対人関係
テアトル・エコー劇団員で、晩年には重度の糖尿病に罹患していた安西正弘の支援を、島田敏とともにおこなっていた（3人とも同学年でテアトル・エコー出身、田中と島田は同じ青二プロダクション所属）。安西とはNHK教育『おーい!はに丸』（1983年 - 1989年）での「はに丸」と「ひんべえ」、『うる星やつら』（1983年 - 1991年）での「藤波竜之介」親娘など、共演機会が長かった。
宮野真守が声優としてデビューした後、田中に会った時はやばかったという。宮野とは2012年時点ではアニメの仕事ではまだ共演したことがないが、宮野が『ONE PIECE』が好きだと言い続けていたため、ラジオのスタッフが内緒で田中をゲストに呼んでくれた。その時にスタジオに入ったところ田中がルフィの麦わら帽子をかぶり「よう！」と言っており、宮野は緊張して何も喋れなくなってしまった。宮野は勇気を振り絞り「僕は『ONE PIECE』が好きなんですけど、『ドラゴンボール』も大好きでずっと観てたんです！」と言っていた。その時に田中がクリリンとルフィのコラボである「ゴムゴムの気円斬」をしてくれて「ワーッ！」と真っ二つにされたような贅沢な時間であったと語る。
恩師の1人としてテアトル・エコー劇団員で元代表の熊倉一雄を挙げている。台本が遅かったり待たされたりすることもあったが、「待つのも仕事」と言って仕事も舞台では機械仕掛けのネジを巻いたように面白かったという。「熊倉さんを真似てみても、やっぱり熊倉さんという人物の歴史とキャラクター、人間性があって成り立っているものの上辺だけ真似して動いてみても全然面白くならないんです。だから舞台では、いろんな極端なお芝居を分からないように真似していたかもしれない。熊倉さんにはいろんなことを教わったなと思いますね」と2024年のインタビューで語っている。

### 八奈見乗児との関係
学習研究社発行のアニメ雑誌『アニメディア』の付録である「人気声優 直筆 DATA FILE」（年1回）の中で、「声優としての目標」の欄に「八奈見乗児さん」と書いていた。
2006年時点では「八奈見乗児さんって、基本的に一色だからねぇ。それで全部を演じているし。常にそれを求められるし。そういうのが自分にとっては一番いいんじゃないかな」と語っていた。

### 渡辺正行との関係
1977年頃よりテアトル・エコーで劇団仲間だったコント赤信号の渡辺正行と交際。このことは『アニメトピア』パーソナリティ時代に明らかになったことがあるが、当時は話題とならなかった。しかし、後に退任後の『アニメトピア』のゲストとして梨元勝が出演した際に話題として上げられたため、自身の出演するワイドショー番組で発表したが、一般に知られるようになったのは、番組上で明石家さんまなどが話題にするようになってからである。
1985年に女性週刊誌などで8年超しの交際が伝えられたが、同年12月25日柴本浩行(当時は阿部健太名義)と結婚し、1986年に一児をもうける（後に離婚）。1988年2月17日放送のフジテレビ『火曜ワイドスペシャル』の「輝け!第2回オールスター実家大賞」で渡辺の元婚約者として登場。新婚家庭での柴本と、生まれたばかりの息子を渡辺に紹介して大受けとなり、番組大賞を受賞した。
1990年からは渡辺が代表を務める事務所「なべや」に在籍した。その後も渡辺とは『クイズ!ヘキサゴンII』でナレーター（田中）と常連解答者（渡辺）という形式で共演をしている。

## 出演
太字はメインキャラクター。

### 映画
- トーキング・ヘッド（押井守監督、1992年） - 音響監督・しじみ役
- 母べえ（山田洋次監督、2008年）
- 神☆ヴォイス（佐野智樹監督、2011年） - 田中さん役
- いちばん逢いたいひと（丈監督、2023年） - 田畑康代役[77]

### テレビドラマ
- Gメン'75
  - 第230話「零下50度からの逃亡者」（ジュリア役の吹き替え）
- Gメン'82　
  - 第10話「燃えよ!香港少林寺」（吹き替え）
  - 第14話「香港の女必殺拳」（吹き替え）
- 白い巨塔 第2回（1978年、フジテレビ） - 医学生、里見医院看護婦 役
- なめくじ長屋捕物さわぎ（1990年、TBS）
- ぽっかぽか2 第5回（1995年、TBS） - 近所の主婦 役
- 世にも奇妙な物語 25周年スペシャル・春 〜人気マンガ家競演編〜
  - 「ゴムゴムの男」（2015年4月11日、フジテレビ） - モンキー・D・ルフィ（声） 役
- 連続テレビ小説（NHK）
  - なつぞら（2019年）
    - 第78回（6月29日） - 牛若丸（声） 役[78]
    - 第123回（8月21日） - 村川 役[79]

  - 虎に翼（2024年） - 稲 役[80]
- GO HOME〜警視庁身元不明人相談室〜 第2話（2024年7月20日、日本テレビ） - 久子 役
- まどか26歳、研修医やってます! 第1話（2025年1月14日、TBS） - 湯川茜 役[81]
- 相続探偵 第1話・最終話（2025年1月25日・3月29日、日本テレビ） - 下島美代子 役[82]

### ウェブドラマ
- ＃声だけ天使（2018年2月5日・12日、AbemaTV） - ラーメン横浜道店主 役

### テレビ番組
- おーい!はに丸（1983 - 1989年、NHK教育） - はに丸（声）、魔女おばさん役などで顔出し出演もあり
- ダンジョンV（テレビ東京） - ブイブイ（声） もつ焼き屋のおばちゃん他顔出し出演多数
- やっぱりヤンチャー（1989年 - 1990年、NHK教育） - モンタ（声）、ギャースカ（声）
- ともだちいっぱい（1990年 - 1995年、NHK教育） - モンタ（声）、ギャースカ（声）
- マホマホだいぼうけん（1994年 - 1995年、NHK教育） - ウイッチー（顔出し）、ホーキィ（声）
- からだのちから「声は気持ちのメッセージ」（2007年 NHK教育） - ちからマスター
- マジカル頭脳パワー!!（1992年 - 1993年、日本テレビ）
- 森田一義アワー 笑っていいとも!（2008年4月8日、フジテレビ）※1990年代にも複数回出演
- 創ったヒト（2009年12月5日・12日・19日・26日、アニマックス）
- 情熱★エンためファクトリー どっキング!!!（2011年3月8日、関西テレビ）※「ONE PIECE」特集の特別ゲスト
- アニメ・ナビu（2011年4月4日、サンテレビ）
- 噂のどーなってるの?! 再現VTR - 老婆 役
- ワンワンパッコロ!キャラともワールド（2012年4月22日 - 、NHKBSプレミアム） - はに丸（声）、きり丸（声）、モンタ（声）※不定期
- はに丸ジャーナル（2014年 - 、NHK総合） - はに丸（声）※不定期
- 歴史秘話ヒストリア 「コーフン!古墳のミステリー」（2016年6月17日、NHK総合） - はに丸（声）
- なつやすみ "博物館でにっぽん"びじゅチューン!（2018年8月3日、NHK教育） - はに丸（声）
- ボクらの時代（2019年7月28日、フジテレビ系） - トーム番組顔出し
- サタデープラス（2020年8月 - 2022年3月、MBS） - 天の声
- ダーウィンが来た! 〜生きもの新伝説〜（2022年6月19日、NHK総合） - キール（声）
- セブンルール（2022年8月9日、フジテレビ系） - 本人密着番組顔出し
- ボクらの時代（2022年8月14日、フジテレビ系） - トーム番組顔出し
- はにわ王決定戦（2024年10月1日 - 2025年1月26日、NHK総合） - はに丸（声）
- 歴史探偵 「古代のアイドル!はにわの秘密」（2024年10月23日、NHK総合） - はに丸（声）

### 舞台
- 魔神英雄伝ワタル3 メモリアル・ライブ 〜See You Again〜（1992年）
- 魔神英雄伝ワタル W復活祭 60分間世界一周!（1993年、ワタル）
- サクラ大戦歌謡ショウ（桐島カンナ）
- 人のフリン見て…（1996年）
- 鞍馬天狗になれなかった男（1990年代後半）[83]
- 劇団カッパ座
- おっ、ぺれった公演『この世はアンビリーバボー』（2007年）
- ピーチくりんだ♥ パプ〜♥（2008年）
- 憧れのスーザン・ボイル様（2009年）
- 良縁・奇縁・腐れ縁（2010年）
- 森の石松外伝4（2010年）※日替わりゲスト
- おっぺけぺれった2011（2011年）
- 青に白（2011年）
- アルターエゴ第46回公演「シンプル・レヴュー3」（2011年）
- コーネンキーズ
  - 第1回公演 巣鴨地蔵通り商店街 喫茶「若草」物語（2012年4月25日 - 30日）
  - 第2回公演 都電荒川線 三ノ輪橋商店街 壱倫荘の女たち（2020年2月19日 - 24月）
- Produceunit大森そして故林『更地10』（シアター711）（2014年5月27日 - 6月3日）
- 世襲戦隊カゾクマン（2014年、2017年、2019年）
- おっ、ぺれった公演『田中真弓還暦ショー 還暦も山のにぎわい』（2015年）
- スセリ台本劇場（2016年、2017年、2018年）
- 大森カンパニー『更地13』（下北沢小劇場B1）（2017年10月3日 - 9日）
- おっ、ぺれった30周年公演『まだ、やってたのかLIVE』（2019年4月9日 - 14日）
- 大森カンパニー『更地15』（ザ・スズナリ）（2019年9月18 - 24日）
- スセリ台本劇場23（2020年12月）
- 人形浄瑠璃 清和文楽 ONE PIECE 「超馴鹿船出冬桜（ちょっぱあふなでのふゆざくら）」（2022年11月5日 - 6日）※太夫として出演
- おっ、ぺれった35周年公演『ハードボイルド母ちゃん』（2024年3月7日 - 10日）[84]
- 大森カンパニー15周年記念公演第2弾 大森カンパニープロデュース vol.49『更地20』（2024年8月20日 - 9月1日）[85]
- タカハ劇団 第20回公演『他者の国』（2025年2月20日 - 23日）[86]
- 大森カンパニープロデュース vol.53『更地21』（2025年5月31日 - 6月8日〈予定〉、ザ・スズナリ）[87]
- 劇団道学先生『水星とレトログラード』（2025年8月2日 - 11日〈予定〉、ザ・スズナリ）[88]

### テレビアニメ
1978年
- 激走!ルーベンカイザー（高木涼子〈2代目〉）

1979年
- 金髪のジェニー（ベティ）
- 野ばらのジュリー（ハインリッヒ）

1980年
- 鉄腕アトム（ナオト、れもん）
- とんでも戦士ムテキング（六郎）
- 森の陽気な小人たちベルフィーとリルビット（リルビット）

1981年
- 最強ロボ ダイオージャ（ロコ）
- ダッシュ勝平（坂本勝平）
- まいっちんぐマチコ先生（マサト）
- ヤットデタマン（イワン）

1982年
- 怪物くん（孫小空）
- ゲームセンターあらし（子供D）
- さすがの猿飛（忍豚）
- 白い牙 ホワイトファング物語（ミトサァ）
- Dr.スランプ アラレちゃん（1982年 - 1985年、良太、ガメオ）
- 二死満塁（チビ六）
- 野生のさけび（春夫）

1983年
- イタダキマン（孫田空作 / イタダキマン）
- うる星やつら（1983年 - 1986年、藤波竜之介）
- ドラえもん（テレビ朝日版第1期）（1983年 - 1991年、ガリベン、ミチビキエンゼル）
- パーマン（1983年版）（江地孫一郎）
- 未来警察ウラシマン（ジタンダ）

1984年
- オヨネコぶーにゃん（チューパー）
- Gu-Guガンモ（佃半平太）
- 巨神ゴーグ（田神悠宇）
- 星銃士ビスマルク（ルカス）
- 名探偵ホームズ（ポリィ）
- らんぽう（チュー太郎、みゆきの弟）

1985年
- ダーティペア（ヒース王子）
- プロゴルファー猿（1985年 - 1988年、ディンプルチャン、野猿、カンクロウ、黒猿）
- 六三四の剣（米内）

1986年
- がんばれ!キッカーズ（中島大海）
- ドラゴンボール（1986年 - 1988年、クリリン、ヤジロベー）
- ロボタン（キーコ）
- ワンダービートS（スギタ・ススム）

1987年
- アニメ三銃士（1987年 - 1988年、はだしのジャン）
- Bugってハニー（アントン王子 他）

1988年
- エスパー魔美（岡村伸）
- おそ松くん（1988年版）（1988年 - 1989年、チビ太）
- 新グリム名作劇場（ルドルフ）
- 新プロゴルファー猿（カンクロウ、太郎）
- それいけ!アンパンマン（1988年 - 2022年、ひのたまこぞう、コロッケキッド、ますずしまん）
- ドクター秩父山（セミ 他）
- 魔神英雄伝ワタル（1988年 - 1989年、戦部ワタル）

1989年
- 青いブリンク（チッピ）
- 悪魔くん（ヒロシ）
- 昆虫物語 みなしごハッチ（ヤーゴ、トシ坊）
- ジャングル大帝（1989年）（ケルル）
- 獣神ライガー（1989年 - 1990年、大牙剣）
- 手塚治虫物語 ぼくは孫悟空（孫悟空）
- ドラゴンボールZ（1989年 - 1996年、クリリン、ヤジロベー、占いババ〈2代目〉）
- ルパン三世 バイバイ・リバティー・危機一発!（マイケル）

1990年
- アイドル天使ようこそようこ（雪ダルマ）
- ガタピシ（平野平太）
- 平成天才バカボン（九官鳥、貧乏な息子）
- 魔神英雄伝ワタル2（1990年 - 1991年、戦部ワタル）
- ロビンフッドの大冒険（1990年 - 1992年、マッチ）

1991年
- アニメひみつの花園（ディコン）
- おれは直角（北条照正）
- ジャンケンマン（アッチムイテホイホイ）
- バカボンおそ松のカレーをたずねて三千里（チビ太）
- 丸出だめ夫（ボロット）

1992年
- クッキングパパ（オサム）
- 南国少年パプワくん（1992年 - 1993年、パプワくん）
- ぽこぽん日記（ぽこぽん）
- 幽☆遊☆白書（1992年 - 1995年、コエンマ）
- 笑ゥせぇるすまん（今仁見手郎）

1993年
- ドラゴンボールZ 絶望への反抗!!残された超戦士・悟飯とトランクス（クリリン）
- 忍たま乱太郎（1993年 - 2025年、きり丸）

1994年
- とっても!ラッキーマン（ラッキーマン / 追手内洋一）

1995年
- 美少女戦士セーラームーンSuperS（ロバート）
- ぼのぼの（ショーねえちゃん）
- モジャ公（モジャ公）
- 爆れつハンター（少年）
- ルパン三世 ハリマオの財宝を追え!!（ネオナチリーダー）

1996年
- こちら葛飾区亀有公園前派出所（両津勘吉〈幼少期 / 初代〉）
- 少年サンタの大冒険!（ラト）
- ドラゴンボールGT（1996年 - 1997年、クリリン、スー小五郎）
- 名犬ラッシー（ラッシー（小犬時代）、コリン）
- るろうに剣心 -明治剣客浪漫譚-（塚山由太郎）

1997年
- ケロケロちゃいむ（ヒカル）
- 中華一番!（マオ）
- 手塚治虫の旧約聖書物語（ロコ）
- 超魔神英雄伝ワタル（1997年 - 1998年、戦部ワタル、炎部ワタル、亀有ミカ）

1998年
- 金田一少年の事件簿（村西弥生）
- ポケットモンスター（ルージュラ）
- YAT安心!宇宙旅行（ジャン）

1999年
- イソップワールド（コンペイ、クロッカ）
- ぐるぐるタウンはなまるくん（しまお）
- ONE PIECE（1999年 - 、モンキー・D・ルフィ、オーズ、偽チョッパー / のらギツネ） - 1シリーズ + 特別編9作

2000年
- サイボーグクロちゃん（フォックス / シスカ）
- サクラ大戦TV（桐島カンナ）

2002年
- 花田少年史（花田寿枝）

2004年
- ブラック・ジャック（太一）
- 焼きたて!!ジャぱん（海野カツヲ、本橋優子）

2005年
- ガイキング LEGEND OF DAIKU-MARYU（2005年 - 2006年、ツワブキ・ダイヤ）
- 機動新撰組 萌えよ剣 TV（猫丸）

2006年
- 結界師（雪村時子、ガッチョ、志々尾限〈幼少期〉）
- 祝!(ハピ☆ラキ)ビックリマン（2006年 - 2007年、天子男ジャック / 神帝男ジャック、弁財アキ、天登男ジャック）
- まんが日本昔ばなし 2006年夏休みスペシャル・「ごんぎつね」（ごん）

2007年
- ゲゲゲの鬼太郎（第5作）（2007年 - 2008年、ぬりかべ女房、毛目玉）
- Master of Epic The Animation Age（エルモニー・男 他）
- まじめにふまじめ かいけつゾロリ（メイコさん）

2008年
- ねぎぼうずのあさたろう（かぶらのすず吉）
- はたらキッズ マイハム組（有目 / メアリー）

2009年
- スレイヤーズEVOLUTION-R（ウッピー）
- ドラゴンボール改（2009年 - 2015年、クリリン、ヤジロベー、占いババ） - 2シリーズ

2012年
- 宇宙兄弟（2012年 - 2014年、南波兄弟の母・真弓）

2013年
- ドキドキ!プリキュア（2013年 - 2014年、イーラ）
- トリコ×ONE PIECE×ドラゴンボールZ 超コラボスペシャル!!（モンキー・D・ルフィ、クリリン）

2014年
- ヒーローバンク（ブーチョッキン）

2015年
- うしおととら（2015年 - 2016年、時逆、時順）
- ドラゴンボール超（2015年 - 2018年、クリリン、ヤジロベー、占いババ）

2016年
- 忍たま乱太郎の宇宙大冒険 with コズミックフロント☆NEXT（2016年 - 2020年、摂津のきり丸）

2018年
- 魔法使いの嫁（ピュリス）
- ゲゲゲの鬼太郎（第6作）（2018年 - 2020年、砂かけばばあ）
- レイトン ミステリー探偵社 〜カトリーのナゾトキファイル〜（プリスケ）

2019年
- 火ノ丸相撲（火ノ丸の祖母）
- 名探偵コナン（毒島豊子）
- ROMANCE DAWN（モンキー・D・ルフィ）
- ちびまる子ちゃん（透くん）

2021年
- 俺、つしま（おじいちゃん）

2023年
- Lv1魔王とワンルーム勇者（セゼク）

2024年
- 愚かな天使は悪魔と踊る（チャム）
- ダンダダン（2024年 - 2025年、ターボババア） - 2シリーズ
- ドラゴンボールDAIMA（クリリン）

2025年
- アサティール2 未来の昔ばなし（ウッム・アーエド）

### 劇場アニメ
1979年
- がんばれ!!タブチくん!!

1982年
- 対馬丸 さようなら沖縄（清）
- まんが日本昔ばなし 「ごんぎつね」（ごん）

1983年
- 忍者ハットリくん ニンニンふるさと大作戦の巻（猿助）

1984年
- うる星やつら2 ビューティフル・ドリーマー（藤波竜之介）
- 劇場版 名探偵ホームズ（ポリィ）

1985年
- うる星やつら3 リメンバー・マイ・ラブ（藤波竜之介）
- Gu-Guガンモ（佃半平太）
- 銀河鉄道の夜（ジョバンニ）

1986年
- アリオン（セネカ）
- 天空の城ラピュタ（パズー）
- プロゴルファー猿 スーパーGOLFワールドへの挑戦!!（カンクロウ）
- RUNNING BOY スター・ソルジャーの秘密（佐伯）

1987年
- ドラゴンボール 魔神城のねむり姫（クリリン）
- プロゴルファー猿 甲賀秘境!影の忍法ゴルファー参上!（カラス）

1988年
- うる星やつら 完結篇（藤波竜之介）
- 県立海空高校野球部員山下たろーくん（吉野）
- ドラゴンボール 摩訶不思議大冒険（クリリン）

1989年
- アニメ三銃士 アラミスの冒険（はだしのジャン）
- 海だ! 船出だ!にこにこぷん（ペペラ）
- おそ松くん スイカの星からこんにちはザンス!（チビ太）
- それいけ!アンパンマン キラキラ星の涙（ひのたまこぞう）
- ドラゴンボールZ（クリリン）
- トランスフォーマー ザ・ムービー（ダニエル）

1990年
- それいけ!アンパンマン ばいきんまんの逆襲（ひのたまこぞう）
- ドラえもん のび太とアニマル惑星（チッポ）
- ドラゴンボールZ この世で一番強いヤツ（クリリン）
- ドラゴンボールZ 地球まるごと超決戦（クリリン）

1991年
- うる星やつら いつだってマイ・ダーリン（藤波竜之介）
- ドラゴンボールZ 超サイヤ人だ孫悟空（クリリン、ヤジロベー）
- ドラゴンボールZ とびっきりの最強対最強（クリリン、ヤジロベー）

1992年
- ドラゴンボールZ 激突!!100億パワーの戦士たち（クリリン、ヤジロベー）
- ドラゴンボールZ 極限バトル!!三大超サイヤ人（クリリン）

1993年
- カッパの三平（河原三平）
- ドラゴンボールZ 燃えつきろ!!熱戦・烈戦・超激戦（クリリン）
- ドラゴンボールZ 銀河ギリギリ!!ぶっちぎりの凄い奴（クリリン）
- ぼのぼの（ショーねえちゃん）
- 幽☆遊☆白書（コエンマ）

1994年
- ドラゴンボールZ 危険なふたり!超戦士はねむれない（クリリン）
- ドラゴンボールZ 超戦士撃破!!勝つのはオレだ（クリリン）
- 幽☆遊☆白書 冥界死闘篇 炎の絆（コエンマ）

1995年
- ドラゴンボールZ 龍拳爆発!!悟空がやらねば誰がやる（クリリン）

1996年
- 映画 忍たま乱太郎（きり丸）

2000年
- ONE PIECE（モンキー・D・ルフィ）

2001年
- サクラ大戦 活動写真（桐島カンナ）
- ピカチュウのドキドキかくれんぼ（ヨーギラス）
- ONE PIECE ねじまき島の冒険（モンキー・D・ルフィ）
- ジャンゴのダンスカーニバル（モンキー・D・ルフィ）

2002年
- ONE PIECE 珍獣島のチョッパー王国（モンキー・D・ルフィ）
- ONE PIECE 夢のサッカー王!（モンキー・D・ルフィ）

2003年
- ONE PIECE THE MOVIE デッドエンドの冒険（モンキー・D・ルフィ）

2004年
- ONE PIECE 呪われた聖剣（モンキー・D・ルフィ）

2005年
- ONE PIECE THE MOVIE オマツリ男爵と秘密の島（モンキー・D・ルフィ）

2006年
- ONE PIECE THE MOVIE カラクリ城のメカ巨兵（モンキー・D・ルフィ）

2007年
- ピアノの森（白石）
- ONE PIECE エピソードオブアラバスタ 砂漠の王女と海賊たち（モンキー・D・ルフィ）

2008年
- 劇場版 ゲゲゲの鬼太郎 日本爆裂!!（ぬりかべ女房）
- ONE PIECE THE MOVIE エピソードオブチョッパー+冬に咲く、奇跡の桜（モンキー・D・ルフィ）

2009年
- ONE PIECE FILM STRONG WORLD（モンキー・D・ルフィ）

2011年
- 劇場版アニメ 忍たま乱太郎 忍術学園 全員出動!の段（きり丸）
- ONE PIECE 3D 麦わらチェイス（モンキー・D・ルフィ）

2012年
- ONE PIECE FILM Z（モンキー・D・ルフィ）

2013年
- ドラゴンボールZ 神と神（クリリン）

2014年
- 宇宙兄弟#0（南波家の母）

2015年
- ドラゴンボールZ 復活の「F」（クリリン）

2016年
- ONE PIECE FILM GOLD（モンキー・D・ルフィ）

2019年
- ONE PIECE STAMPEDE（モンキー・D・ルフィ）

2022年
- ドラゴンボール超 スーパーヒーロー（クリリン）
- ONE PIECE FILM RED（モンキー・D・ルフィ）

2024年
- 劇場版 忍たま乱太郎 ドクタケ忍者隊最強の軍師（きり丸）

2025年
- ベルサイユのばら（マロン・グラッセ・モンブラン）
- 劇場版 僕とロボコ（ロボコ〈王道バトルの世界線〉）

### OVA
1985年
- うる星やつら 了子の9月のお茶会（藤波竜之介）
- エリア88（神崎悟〈少年時代〉）

1986年
- うる星やつら アイム THE 終ちゃん（藤波竜之介、通信偵察記録衛星S108号）
- バイオレンスジャック ハーレムボンバー（サブ）
- 炎トリッパー（周平）

1987年
- うる星やつら 夢の仕掛人 因幡くん登場! ラムの未来はどうなるっちゃ!?（藤波竜之介）
- マップス 伝説のさまよえる星人たち（十鬼島ゲン）

1988年
- うる星やつら 渚のフィアンセ（藤波竜之介）

1989年
- うる星やつら ハートをつかめ（藤波竜之介）
- 真魔神英雄伝ワタル 魔神山編（戦部ワタル）
- 朱鷺色怪魔（雷真理〈幼少期〉、月村沙穂）

1990年
- おそ松くん イヤミはひとり風の中（チビ太）

1991年
- うる星やつら 乙女ばしかの恐怖（藤波竜之介）
- 3×3 EYES（龍美星）
- ジャングルウォーズ（ジャングルボーイ）

1993年
- 魔神英雄伝ワタル 終わりなき時の物語（1993年 - 1994年、戦部ワタル）

1994年
- 南国少年パプワくん 星降る夜に会いましょう（パプワ）

1995年
- マリオ・カービィ 名作ビデオ（全キャラクター）

1996年
- 赤ずきんチャチャ（ばーさま）
- 時空冒険 ぬうまもんじゃ〜（マモ）

1997年
- サクラ大戦 桜華絢爛（桐島カンナ）

1998年
- サクラ大戦 轟華絢爛（桐島カンナ）

1999年
- 思春期美少女合体ロボ ジーマイン（梅乃）
- ツインビーPARADISE（ツインビー）

2002年
- サクラ大戦 神崎すみれ 引退記念 す・み・れ（桐島カンナ）

2003年
- 機動新撰組 萌えよ剣（猫丸）

2008年
- ドラゴンボール オッス!帰ってきた孫悟空と仲間たち!!（クリリン）
- ONE PIECE ロマンス ドーン ストーリー（モンキー・D・ルフィ）

2010年
- うる星やつら ザ・障害物水泳大会（藤波竜之介）
- ハローキティの雪の女王（おばあさん）
- ハローキティの3匹のこぶた（ブー太）

2015年
- 機動戦士ガンダム THE ORIGIN（2015年 - 2017年、キャスバル・レム・ダイクン） - 2019年に再編集作品『THE ORIGIN 前夜 赤い彗星』テレビ放送

2018年
- 幽☆遊☆白書 のるかそるか（コエンマ）

### Webアニメ
- ガイアゲッターアークン（2002年、アークン）
- スーパードラゴンボールヒーローズ 宇宙創成編プロモーションアニメ（2020年 - 2021年、クリリン）
- 魔神英雄伝ワタル 七魂の龍神丸（2020年、戦部ワタル[183]）
- 俺、つしま（2021年、おじいちゃん[139]）
- 恋するワンピース（2025年、園内アナウンス[141]、ルフィ〈必殺技〉[184]）

### ゲーム
1990年
- うる星やつら STAY WITH YOU（藤波竜之介）

1992年
- エルディス（ターくん）

1993年
- プリンセスメーカー2（キューブ） - SS・PCエンジン版
- 幽☆遊☆白書 闇勝負!!暗黒武術会（コエンマ）

1994年
- アルナムの牙 獣族十二神徒伝説（ヒエン）
- ツインビー 対戦ぱずるだま（ツインビー）
- ドラゴンボールZ 偉大なる孫悟空伝説（クリリン）
- ドラゴンボールZ 真サイヤ人絶滅計画 -宇宙編-（ヤジロベー）
- ドラゴンボールZ 真サイヤ人絶滅計画 -地球編-（ヤジロベー）
- ドラゴンボールZ 武勇烈伝（クリリン）

1995年
- ツインビーヤッホー! ふしぎの国で大あばれ!!（ツインビー）
- ドラゴンボールZ アルティメットバトル22（クリリン）
- ドラゴンボールZ 真武闘伝（クリリン）

1996年
- サクラ大戦（桐島カンナ）
- サクラ大戦 帝撃グラフ（桐島カンナ）
- ドラゴンボールZ 偉大なるドラゴンボール伝説（クリリン）

1997年
- アルナムの翼 焼塵の空の彼方へ（ヒエン）
- おどおどおっでぃ（ギクギク）
- サクラ大戦 蒸気ラジヲショウ（桐島カンナ）
- サクラ大戦 花組対戦コラムス（桐島カンナ）
- サクラ大戦 花組通信（桐島カンナ）
- My Dream 〜On Airが待てなくて〜（渡辺いずみ、高井綾）
- 桃太郎道中記（とってもコマルン、小悪魔）
- ロックマンDASHシリーズ（1997年 - 2000年、ロック・ヴォルナット） - 2作品

1998年
- 火星物語（サフィ）
- サクラ大戦2 〜君、死にたもうことなかれ〜（桐島カンナ）
- サクラ大戦 帝撃グラフ（桐島カンナ）
- 双界儀（水見）
- 玉繭物語（ルーイ）
- 超魔神英雄伝ワタル ANOTHER STEP（炎部ワタル、戦部ワタル）
- チョロQジェット レインボーウィングス（シロー）
- ツインビーRPG（ツインビー）
- プリンセスメーカー ポケット大作戦（キューブ）
- ボカンですよ（イタダキマン）

1999年
- サーカディア（保坂良太）
- ラブラブトロッコ 〜二人の恋のメロディ〜（ビフ）

2000年
- 大神一郎奮闘記 〜サクラ大戦歌謡ショウ「紅蜥蜴」より〜（桐島カンナ）
- サクラ大戦 花組対戦コラムス2（桐島カンナ）
- サンライズ英雄譚R（第5話予告ナレーション）
- FAVORITE DEAR 純白の預言者（イオン・アズバード）

2001年
- サンライズ英雄譚2（田神悠宇）
- サクラ大戦3 〜巴里は燃えているか〜（桐島カンナ）
- From TV animation ONE PIECE グランドバトル!（モンキー・D・ルフィ）
- ボカンGoGoGo（イタダキマン）
- 松本零士999 〜Story of Galaxy Express 999〜（海野広）
- ONE PIECE とびだせ海賊団!（モンキー・D・ルフィ、ニセルフィ）
- サクラ大戦オンライン（桐島カンナ）

2002年
- ガイアゲッターアークン（アークン）
- 機動新撰組 萌えよ剣（猫丸）
- サクラ大戦4 〜恋せよ乙女〜（桐島カンナ）
- From TV animation ONE PIECE グランドバトル!2（モンキー・D・ルフィ）
- From TV animation ONE PIECE トレジャーバトル!（モンキー・D・ルフィ）

2003年
- サクラ大戦 〜熱き血潮に〜（桐島カンナ）
- SUNRISE WORLD WAR Fromサンライズ英雄譚（悠宇、ワタル）
- ドラゴンボールZ（クリリン、ヤジロベー）
- ドリームミックスTV ワールドファイターズ（ツインビー）
- From TV animation ONE PIECE オーシャンズドリーム!（モンキー・D・ルフィ）
- ONE PIECE グランドバトル! 3（モンキー・D・ルフィ）

2004年
- ドラゴンボール アドバンスアドベンチャー（クリリン）
- ドラゴンボールZ 舞空闘劇（クリリン）
- ドラゴンボールZ2（クリリン）
- ONE PIECE ランドランド!（モンキー・D・ルフィ）

2005年
- ドラゴンボールZ Sparking!（2005年 - 2024年、クリリン、ヤジロベー、占いババ、スノ） - 4作品
- ドラゴンボールZ 舞空烈戦（クリリン、ヤジロベー）
- ドラゴンボールZ3（クリリン）
- NAMCO x CAPCOM（ロック・ヴォルナット、ゾウナ）
- Fighting For ONE PIECE（モンキー・D・ルフィ）
- 幽☆遊☆白書FOREVER（コエンマ）
- ONE PIECE グラバト! RUSH（モンキー・D・ルフィ）
- ONE PIECE パイレーツカーニバル（モンキー・D・ルフィ）

2006年
- Angel Love Online
- 超ドラゴンボールZ（クリリン）
- ドラゴンボールZ 真武道会（クリリン）
- バトルスタジアム D.O.N（モンキー・D・ルフィ）

2007年
- クレヨンしんちゃんDS 嵐を呼ぶ ぬってクレヨ〜ン大作戦!
- THE BATTLE OF 幽☆遊☆白書 〜死闘! 暗黒武術会〜 120%（コエンマ）
- ドラゴンボールZ 真武道会2（クリリン）
- ドラゴンボールZ 遥かなる悟空伝説（クリリン、ヤジロベー）
- ONE PIECE アンリミテッドアドベンチャー（モンキー・D・ルフィ）
- ONE PIECE ギアスピリット（モンキー・D・ルフィ）

2008年
- タツノコ VS. CAPCOM CROSS GENERATION OF HEROES（ロック・ヴォルナット）
- ドラゴンボールZ インフィニットワールド（クリリン）
- ドラゴンボールZ バーストリミット（クリリン）
- ドラゴンボールDS（クリリン）
- ドラマチックダンジョン サクラ大戦 〜君あるがため〜（桐島カンナ）
- プロゴルファー猿（カンクロウ、ディンプル）
- ONE PIECE アンリミテッドクルーズ エピソード1 -波に揺れる秘法-（モンキー・D・ルフィ）
- ONE PIECE ワンピーベリーマッチ（モンキー・D・ルフィ、オーズ）

2009年
- アイテムゲッター 〜僕らの科学と魔法の関係〜（ピケ・ボアジール）
- スーパーロボット大戦NEO / Operation Extend（2009年 - 2013年、大牙剣） - 2作品
- ドラゴンボール 天下一大冒険（クリリン、ヤジロベー）
- ドラゴンボール レイジングブラスト（クリリン）
- ドラゴンボール改 サイヤ人来襲（クリリン）
- ぼくのなつやすみ4 瀬戸内少年探偵団「ボクと秘密の地図」（島波太陽）
- ONE PIECE アンリミテッドクルーズ エピソード2 -目覚める勇者-（モンキー・D・ルフィ、オーズ）

2010年
- ドラゴンボール タッグバーサス（クリリン）
- ドラゴンボールヒーローズ（2010年 - 2015年、クリリン、ルフィ）
- ドラゴンボールDS2 突撃!レッドリボン軍（クリリン）
- ドラゴンボール レイジングブラスト2（クリリン）
- 忍たま乱太郎 学年対抗戦パズル!の段（きり丸）
- ONE PIECE ギガントバトル!（モンキー・D・ルフィ）

2011年
- ドラゴンボール改 アルティメット武闘伝（クリリン）
- ONE PIECE ギガントバトル! 2 新世界（モンキー・D・ルフィ、オーズ）
- ONE PIECE アンリミテッドクルーズ スペシャル（モンキー・D・ルフィ、オーズ）

2012年
- ワンピース 海賊無双（2012年 - 2020年、モンキー・D・ルフィ、オーズ） - 4作品
- ワンピース ROMANCE DAWN 冒険の夜明け（モンキー・D・ルフィ、オーズ）

2013年
- 世界名作童話 親子で読めるゲーム絵本（シンドバッド）
- ONE PIECE アンリミテッドワールド レッド（モンキー・D・ルフィ）

2014年
- ジェイスターズ ビクトリーバーサス（モンキー・D・ルフィ、ラッキーマン）
- ヒーローバンク2（ブーチョッキン）
- スーパーロボット大戦OGサーガ 魔装機神F COFFIN OF THE END（ヨーテンナイ）
- ONE PIECE 超グランドバトル! X（モンキー・D・ルフィ、オーズ）
- ONE PIECE トレジャークルーズ（モンキー・D・ルフィ）
- ONE PIECE ワンピースキングス（モンキー・D・ルフィ）

2015年
- スーパーロボット大戦BX（田神悠宇）
- ドラゴンボールZ 超究極武闘伝（クリリン、ヤジロベー）
- ドラゴンボール ゼノバース（クリリン）

2016年
- チェインクロニクル〜絆の新大陸〜（桐島カンナ）
- ドラゴンボール ゼノバース2（クリリン）
- ドラゴンボールフュージョンズ（クリリン、占いババ）

2017年
- モンスターストライク（2017年 - 2022年、コエンマ、モンキー・D・ルフィ）

2018年
- ドラゴンボール ファイターズ（クリリン）
- スーパーロボット大戦シリーズ（2018年 - 2020年、戦部ワタル） - 2作品
- 東京放課後サモナーズ（アザトース）

2019年
- JUMP FORCE（モンキー・D・ルフィ）
- スーパードラゴンボールヒーローズ ワールドミッション（クリリン）
- 幽☆遊☆白書 100％本気バトル（コエンマ）

2020年
- ドラゴンボールZ カカロット（クリリン、ヤジロベー、占いババ、スノ）
- ロックマンX DiVE（ロック・ヴォルナット）

2021年
- スーパーロボット大戦DD（2021年 - 2024年、戦部ワタル、大牙剣）

2022年
- 荒野行動（モンキー・D・ルフィ）
- パズル&ドラゴンズ（モンキー・D・ルフィ）
- グランブルーファンタジー（ルフィ）

2023年
- ドラゴンボール ザ ブレイカーズ（占いババ）
- ONE PIECE ODYSSEY（モンキー・D・ルフィ）

### 吹き替え

#### 映画（吹き替え）
- アイランド（ジャスティン）
- 明日にむかって...（タプロウ）
- アタック・ナンバーハーフ（ビー監督）
- アダムス・ファミリー2（ジョエル・グリッカー〈デヴィッド・クラムホルツ〉）※日本テレビ版
- あぶない週末（ドイル・スタンディッシュ〈イーサン・ランドール〉）
- アメリカン・ハート（ニック・ケルソン〈エドワード・ファーロング〉）
- アラン・ドロンのゾロ（チコ）※1989年テレビ朝日版
- インディ・ジョーンズ 魔宮の伝説（ショート・ラウンド〈ジョナサン・キー〉）※日本テレビ版
- がんばれ!ベアーズ 特訓中（ジミー・フェルドマン）※テレビ朝日版
- キング・オブ・エジプト[193]
- ケニー（ケニー〈ケニー・イースタディ〉）
- コクーン2/遥かなる地球（デヴィッド〈バレット・オリバー〉）※ソフト版
- 西遊記〜はじまりのはじまり〜（チビ助[194]）
- サッカー・ドッグ（クレイ）
- サンタクロース（ジョー）※テレビ朝日版
- 地獄のデビルトラック（ディーク）
- ジム・ヘンソンの不思議の国の物語（マーサ〈ゾーイ・ワナメイカー〉）
- シュランケン・ヘッド/アメリカの怪談（ビッグ・モー〈メグ・フォスター〉）
- 知りすぎていた男（ハンク・マッケンナ〈クリストファー・オルセン〉）※テレビ朝日版
- スピード・レーサー（スプライトル）
- スペースキャンプ（マックス〈ホアキン・フェニックス〉）
- 1900年（少年期のオルモ・ダルコ）
- ターミネーター2（ジョン・コナー〈エドワード・ファーロング〉[195]）※ビデオ版
- 代理人（カイラ・リチャーズ〈ハル・ベリー〉）
- 鉄の顔を持つ男（アダム）
- 長くつ下ピッピの冒険物語（トミー・セティグレン）
- にんじん（にんじん〈ロベール・リナン〉）※テレビ朝日版
- ノース 小さな旅人（ノース〈イライジャ・ウッド〉）
- 花嫁はエイリアン（フレッド〈セス・グリーン〉）
- ハリーとヘンダスン一家（アーニー・ヘンダスン）※ビデオ版
- パンダ物語/ピンピンの大冒険（ピンピン）
- 必死の逃亡者（ラルフ・ヒリアード）※テレビ東京版
- ファースト・ミッション（ミン）
- プライベート・ベンジャミン
- ベイブ（ベイブ[196]）※ソフト版
- ベイブ/都会へ行く（ベイブ）※ソフト版
- ホーム・アローン（ジェフ・マカリスター〈マイケル・C・マロンナ〉）※ソフト版
- マイ・ガール（トーマス〈マコーレー・カルキン〉[197]）※ソフト版
- マック（エリック・クルーズ〈ジェイド・カレゴリー〉）※JAL機内上映版
- ミラクル7号（ジョニー）
- みんな愛してる（ジャック・レアリー）
- リッチー・リッチ 夢のマシンをとりもどせ!（リッチー・リッチ〈デヴィッド・ギャラガー〉）
- ルーカスの初恋メモリー（ルーカス〈コリー・ハイム〉）
- ワンス・アポン・ア・タイム・イン・アメリカ（少年時代のパッツィ〈ブライアン・ブルーム〉）※テレビ朝日版
- ワンス・アポン・ア・タイム・イン・チャイナ外伝/アイアンモンキー（ウォン・フェイホン〈ツァン・シーマン〉）

#### ドラマ
- ER緊急救命室
  - シーズン2 #7（ベン・ラーキン〈エリック・フォン・デットン〉）
  - シーズン7（ジェシー・ロビンズ）
  - シーズン11（リトルC）
- インディ・ジョーンズ/若き日の大冒険（少年インディ）
- トンイ（ケドラ）
- フルハウス（ラスティ）
- MACGYVER/マクガイバー シーズン3 #7（アビナ）
- 名探偵ポワロ
- ONE PIECE（モンキー・D・ルフィ〈イニャキ・ゴドイ〉[198]）

#### アニメ
- 電光石火バットマン（バットマイト）※日本テレビ版
- 宇宙伝説ユリシーズ31（ノノ）
- ANIMANIACS（スキッピー）
- アメリカ物語（トニー・トッポーニ）
- SING/シングシリーズ（ミス・クローリー）
  - SING/シング[199]
  - SING/シング: ネクストステージ[200]
- スヌーピーとチャーリーブラウン（パティ）
- とび★うおーず（トビー）
- ミニオンズ フィーバー（ヌン・チャック[201]）

### ナレーション

#### テレビ番組
- 理科教室小学校4年生（NHK教育）
- 体験!メディアのABC（NHK教育）
- クイズ!ヘキサゴン（フジテレビ）
- クイズ!ヘキサゴンII（フジテレビ）
- いきなり!黄金伝説。（テレビ朝日）
- しぜんとあそぼ（NHK教育）
- サラリーマンNEO（NHK総合）
- 元祖!でぶや（2003年10月 - 2007年3月、テレビ東京）Driving in the silence
- キッザニアTV（BSフジ）
- ニュースウォッチ4
- トリビアの泉 〜素晴らしきムダ知識〜（2006年5月31日、フジテレビ）
- 脳内エステ IQサプリ（フジテレビ） - 2005年6月18日および2008年2月16日放送分で『クイズ!ヘキサゴンII』とのタイアップ企画において、ナレーターを担当。
- 副音声昭和時代（2008年4月4日 - ） - そのほか、ゲストキャラクター役としても出演
- 笑っていいとも!増刊号（2009年5月3日放送分 - 、フジテレビ）
- 地上最大のTV動物園（モンキー・D・ルフィとして、フジテレビ）
- トリビアの泉 へぇへぇの種で大満開久しぶりにやったらギネスまでとっちゃったよSP（2010年2月27日放送分、モンキー・D・ルフィとして、フジテレビ）
- 旭山動物園日記（2013年1月20日、北海道テレビ）
- 日本語探Qバラエティ クイズ!それマジ!?ニッポン（2014年8月17日放送分、モンキー・D・ルフィとして、フジテレビ）
- ホンマでっか!?TVワンピースアニメ20周年記念自宅からアトリエまで大公開SP!!（2019年1月9日、フジテレビ）
- 名将たちの勝負メシ（2023年8月 - 、Eテレ） - 2023年8月から2025年3月26日までは不定期放送[202]。2025年4月4日よりレギュラー放送

#### CM
- こてっちゃん ※声出し（商品名コール）のみ
- カンフーくん
- マルハン
- アートネイチャー「マープソニック」
- セルモグループ「セルモンキーダンス篇」
- ヒガシマル醤油「ヒガシマルうどんスープ いろいろ使えるあったか篇」（うどんかぞえうた）[203]
- 映画『バクマン。』友情篇（2015年）[204]
- IDOM
  - ガリバー初売り2017
  - ガリバーミニクル
- クスリのアオキ大感謝祭（2016年 - ）
- メルセデス・ベンツ「新型Aクラス おもしろい奴篇」[205]
- ウェザーニューズ「ウェザーニュースアプリ」（2022年7月12日 - ）
- LEVORG（SUBARU×金曜ロードショー 2022年8月12日、日本テレビ）
- ジャパネットたかた「ジャパネット 春の下取り祭」TVCM（2024年、2025年、らっくんの声[206][207]）

### 特撮
- 超電子バイオマン（1984年、小泉ミカ / イエローフォーの声〈代役〉[208]）
- 勝手に!カミタマン（1985年 - 1986年、カミタマンの声）

### ラジオ
- ラジオドラマ版『マカロニほうれん荘』（1978年、TBSラジオ） - 斉藤ルミ子 役
- アニメトピア（1980年、ラジオ大阪）
島津冴子とパーソナリティを務める
- 週間アニメグランプリ（JFN系列）
- 魔神英雄伝ワタル3 - 戦部ワタル 役
伊倉一恵（当時伊倉一寿）とパーソナリティを務める
- 魔神英雄伝ワタル4 - 戦部ワタル 役
伊倉一恵（当時は伊倉一寿）とパーソナリティを務める
- 電撃大作戦（1995年4月 - 1996年3月、文化放送）
笠原留美とパーソナリティを務める
- 超魔神英雄伝ワタル（1998年、文化放送・ラジオ大阪）
西村知道と、同年4月からは西村に代わり愛河里花子とパーソナリティを務める
- BINTANG GARDEN（2011年4月2日、FM802）
- 伊集院光とらじおと（2016年8月24日、TBSラジオ）
- Snow Man 佐久間大介の待って、無理、しんどい、、（2024年12月14日、文化放送）[209]

### ドラマCD
- 愛の戦士ヘッドロココ（ヤマト神帝）
- 赤ちゃんと僕（泳げ!クラボッチ）
- コミックブレイド ドラマCDシリーズ ARIA Drama CD I（アルバート・ピット）
- イタズラなKiss（入江裕樹）
- ゴーゴーヘブン!! イメージアルバム「0-ZERO-」（小姓のテーマ）
- 浦安鉄筋家族（大沢木小鉄）
- CDシアター ドラゴンクエストIV（ホイミン）
- 大学受験 古文単語FORMULA 600 対応CD BOOK（解説）
- 辣韮の皮（花京院艶子）単行本3巻特装版付属
- ドラマCD ツインビーPARADISE（ツインビー）
- ドラマCD B壱（将太郎）
- 忍たま乱太郎 ドラマCDシリーズ（摂津のきり丸）
- Vジャンプラネット 史上最大の歌合戦（ブイブイ）
- 魔神英雄伝ワタルシリーズ
  - 魔神英雄伝ワタル（戦部ワタル）※カセット
  - 魔神英雄伝ワタル2（戦部ワタル）※カセット
  - 魔神英雄伝ワタル2 虎王夢伝説（タケル、タケルの母の声）
  - 魔神英雄伝ワタル2 メモリアルCD「星界山ロケハン物語」（戦部ワタル）
  - 魔神英雄伝ワタル3 CDシネマ1 - 6（戦部ワタル）
  - 魔神英雄伝ワタル3 ぼくの虎王（ワタル）
  - 魔神英雄伝ワタル3 虎王物語 虎王伝説 CDシネマ1 - 4（戦部ワタル、侍女[210]）
  - 魔神英雄伝ワタル4 CDシネマ3 - 5（戦部ワタル、フラップ、オードリー、亀有ミカ、早乙女ゴロー 他）
  - 魔神英雄伝ワタル外伝 CDシネマ ピュアピュアヒミコ第三巻、第四巻（戦部ワタル、亀戸ユカ）
  - 超魔神英雄伝ワタル ドラマアルバム1 - 4（戦部ワタル、梅屋敷梅、亀有ミカ、マユミとリカコ〈パイデーツ〉、オカマのワタル）
  - 魔神英雄伝ワタル 七魂の龍神丸「あっと驚く、幻龍丸!」（戦部ワタル、亀有ミカ）
  - 魔神英雄伝ワタル 七魂の龍神丸 オーディオドラマ「咲き誇れ、奇跡の龍樹!」（戦部ワタル、亀有ミカ）
- 未来放浪ガルディーン 大熱血（コロナ・フレイヤー）
  - 未来放浪ガルディーン 大歌劇（コロナ）
- ラターニャの鏡（オリジナル ストーリーアルバム / 1993年4月21日）
- ONE PIECEシリーズ（モンキー・D・ルフィ）

### キャラクターソング・企画CD
| 発売日   | タイトル | 名義                                                     | 楽曲 | タイアップ                                                                           |
| 1986年   | 1986年 | 1986年                                                   | 1986年 | 1986年                                                                               |
| -------- | --- | -------------------------------------------------------- | --- | ------------------------------------------------------------------------------------ |
| 4月21日  | '86グランプリ! オールスター・オン・ステージ 〜アニメトピア歌謡音楽祭〜                                        | 麻上洋子、田中真弓                                       | 「結婚」 |                                                                                      |
| 1990年   | |                                                          | |                                                                                      |
| 2月21日  | 魔神英雄伝ワタル 音楽篇II                                                                                     | 戦部ワタル（田中真弓）                                   | 「Step」 | テレビアニメ『魔神英雄伝ワタル』キャラクターソング                                   |
| 10月1日  | ドラゴンボールZ ヒット曲集 IV 〜キャラクターズ・スペシャル〜                                                  | クリリン（田中真弓）                                     | 「アサ・ヒル・ヨル・キミ・ボク」 | テレビアニメ『ドラゴンボールZ』キャラクターソング                                    |
| 1994年   | |                                                          | |                                                                                      |
| 7月21日  | とっても!ラッキーマン ヒット曲集                                                                              | ラッキーマン（田中真弓）                                 | 「いつかつかむぜ、大逆転! 〜洋一のぼやき節〜」 | テレビアニメ『とっても!ラッキーマン』挿入歌                                          |
| 1995年   | |                                                          | |                                                                                      |
| 3月1日   | ドラゴンボールZ ヒット曲集 17 HIPPY HOPPY SHAKE!!                                                             | クリリン（田中真弓）                                     | 「HIPPY HOPPY SHAKE!!」 | テレビアニメ『ドラゴンボールZ』キャラクターソング                                    |
| 1996年   | |                                                          | |                                                                                      |
| 1月20日  | モジャ公 ヒット曲集                                                                                           | モジャラ（田中真弓）                                     | 「元気で平気でノーテンキ」 | テレビアニメ『モジャ公』キャラクターソング                                           |
| 1999年   | |                                                          | |                                                                                      |
| 7月7日   | サクラ大戦 新・歌謡全集                                                                                       | 桐島カンナ（田中真弓）                                   | 愛は永久に 檄!帝国華撃団 |                                                                                      |
| 2000年   | |                                                          | |                                                                                      |
| 3月18日  | ONE PIECE MUSIC&SONG Collection                                                                               | モンキー・D・ルフィ（田中真弓）                          | 「WANTED!」 | テレビアニメ『ONE PIECE』キャラクターソング                                          |
| 7月5日   | サクラ大戦 新・歌謡全集II                                                                                     | 桐島カンナ（田中真弓）                                   | 「スキャンダルはダメよ」 「新しい未来へ」 | パソコンゲーム『サクラ大戦』キャラクターソング                                       |
| 7月20日  | ONE PIECE SONG Collection                                                                                     | モンキー・D・ルフィ（田中真弓）                          | 「WANTED!」 | テレビアニメ『ONE PIECE』キャラクターソング                                          |
| 9月21日  | ONE PIECE MUSIC&SONG Collection 2                                                                             | モンキー・D・ルフィ（田中真弓）                          | 「Holy Holiday!」 | テレビアニメ『ONE PIECE』キャラクターソング                                          |
| 10月12日 | サクラ大戦 歌のアルバム                                                                                       | 桐島カンナ（田中真弓）                                   | 「ストーンモンキー」 「花吹雪・白浪弁天」 「ゲキテイ音頭」 | テレビアニメ『サクラ大戦』キャラクターソング                                         |
| 12月21日 | ONE PIECE MUSIC&SONG Collection 3                                                                             | モンキー・D・ルフィ（田中真弓）                          | 「HI!HO!READY GO!」 「サンバ・ボンバー悪魔の実」 | テレビアニメ『ONE PIECE』キャラクターソング                                          |
| 2001年   | |                                                          | |                                                                                      |
| 3月28日  | サクラ大戦 帝国歌劇団・新春歌謡ショウ                                                                         | 桐島カンナ（田中真弓）                                   | 「メトロで行こう」 「花吹雪・白浪弁天」 「キネマ行進曲」 | 歌謡ショウ『サクラ大戦 帝国歌劇団・新春歌謡ショウ』ライブCD                          |
| 7月20日  | ONE PIECE MUSIC&BESTSONG Collection                                                                           | モンキー・D・ルフィ（田中真弓）                          | 「HI! HO! READY GO!」 「WANTED!」 「Holy Holiday!」 | テレビアニメ『ONE PIECE』キャラクターソング                                          |
| 7月25日  | サクラ大戦歌謡ショウ 新・歌謡全集III                                                                          | 桐島カンナ（田中真弓）                                   | 「考える足」 | テレビアニメ『サクラ大戦』キャラクターソング                                         |
| 10月24日 | 海神別荘 | 桐島カンナ（田中真弓）                                   | 「赤鮫クンいらっしゃい」 | テレビアニメ『サクラ大戦』ライブCD                                                   |
| 12月1日  | ONE PIECE BEST SONG COLLECTION                                                                                | モンキー・D・ルフィ（田中真弓）                          | 「WANTED!」 「Holy Holiday!」 「HI! HO! READY GO!」 「サンバ・ボンバー悪魔の実」 | テレビアニメ『ONE PIECE』キャラクターソング                                          |
| 2002年   | |                                                          | |                                                                                      |
| 3月6日   | ONE PIECE Character Song Album                                                                                | モンキー・D・ルフィ（田中真弓）                          | 「We are HERE!」 「Family」 | テレビアニメ『ONE PIECE』キャラクターソング                                          |
| 2003年   | |                                                          | |                                                                                      |
| 1月18日  | ドラゴンボールZ コンプリート・ソングコレクションI 〜光の旅〜                                                  | クリリン（田中真弓）                                     | 「アサ・ヒル・ヨル・キミ・ボク」 | テレビアニメ『ドラゴンボールZ』キャラクターソング                                    |
| 2月5日   | Family 〜7人の麦わら海賊団篇〜                                                                                | モンキー・D・ルフィ（田中真弓）                          | 「Family」 | PlayStation用ゲームソフト『From TV animation ONE PIECE オーシャンズドリーム!』主題歌 |
| 4月23日  | ドラゴンボールZ コンプリート・ソングコレクションIV 〜永遠の約束〜                                             | クリリン（田中真弓）                                     | 「HIPPY HOPPY SHAKE!!」 | テレビアニメ『ドラゴンボールZ』キャラクターソング                                    |
| 7月20日  | ONE PIECE BEST ALBUM 〜ワンピース主題歌集〜                                                                   | モンキー・D・ルフィ（田中真弓）                          | 「Family 〜7人の麦わら海賊団篇〜」 | テレビアニメ『ONE PIECE』キャラクターソング                                          |
| 7月30日  | サクラ大戦 スーパー歌謡全集II                                                                                 | 桐島カンナ（田中真弓）                                   | 「海賊稼業」 | テレビアニメ『サクラ大戦』キャラクターソング                                         |
| 9月18日  | Every-one Peace!                                                                                              | モンキー・D・ルフィ（田中真弓）                          | 「Every-one Peace!」 「Every-one Peace!（Remix Version）」 | テレビアニメ『ONE PIECE』キャラクターソング                                          |
| 2004年   | |                                                          | |                                                                                      |
| 2月25日  | 7人の麦わら海賊団ライヴ大海戦! 〜ワンピースキャラクターソングアルバム Piece.2〜ONE PIECE Character Song Album | モンキー・D・ルフィ                                      | 「Every-one Peace!」 「Jungle fever〜海賊の海賊による海賊のための感謝祭」 「ウィーアー!〜7人の麦わら海賊団篇」                                                                                                  | テレビアニメ『ONE PIECE』キャラクターソング                                          |
| 9月29日  | RESPECT! | ルフィ（田中真弓）、ゾロ（中井和哉）、サンジ（平田広明） | 「RESPECT!」 「RESPECT!（Remix Version）」 | テレビアニメ『ONE PIECE』キャラクターソング                                          |
| 11月25日 | ワンピースのクリスマス                                                                                        | モンキー・D・ルフィ                                      | 「Twinkle Twinkle」 「歌え!クリスマス〜ジングルベル」 | テレビアニメ『ONE PIECE』キャラクターソング                                          |
| 2005年   | |                                                          | |                                                                                      |
| 2月2日   | ONE PIECE キャラソンカーニバル!!                                                                              | モンキー・D・ルフィ                                      | 「We are HERE!」 「Jungle fever〜海賊の海賊による海賊のための感謝祭」 「ウィーアー！〜7人の麦わら海賊団篇」 「Every-one Peace!」 「RESPECT!」 「歌え!クリスマス〜ジングルベル」 「Family〜7人の麦わら海賊団篇」 | テレビアニメ『ONE PIECE』キャラクターソング                                          |
| 2007年   | |                                                          | |                                                                                      |
| 1月31日  | ONE PIECE 映像音楽完全盤                                                                                      | モンキー・D・ルフィ                                      | 「WANTED!」 「HI! HO! READY GO!」 「Holly Holiday!」 「サンバ・ボンバー悪魔の実」 | テレビアニメ『ONE PIECE』キャラクターソング                                          |
| 2011年   | |                                                          | |                                                                                      |
| 12月28日 | MUSIC OF 神☆ヴォイス                                                                                          | 田中さん                                                 | 「希望のバイブル」 | 映画『神☆ヴォイス』キャラクターソング                                                |
| 2015年   | |                                                          | |                                                                                      |
| 8月26日  | つもりやもり体操                                                                                              | 田中真弓                                                 | 「つもりやもり体操」 「つもりやもりの大冒険」 「つもりヤモリ」 | みんなのうた 4月・5月度の曲（つもりヤモリ）                                          |

### パチンコ・パチスロ
- クランキーコンドルX（クランキー）
- CRサクラ大戦（桐島カンナ）
- CR魔神英雄伝ワタル（戦部ワタル）
- ツインビーJG（ツインビー）
- CRぱちんこ黒ひげ危機一発2（黒ひげ）
- パチスロダッシュ勝平（坂本勝平）

### その他
- お化けなんてないさ 歌唱
- 邦楽ジョッキー（NHK-FM） - 2週にわたってゲスト出演
- デスノートthe Last name - さくらテレビ祭り音頭を歌っている。
- こてっちゃん サウンドロゴ
- タンスにゴン サウンドロゴ
- アルマン 禁煙パイポ サウンドロゴ
- 金鳥どんと サウンドロゴ
- こどもにんぎょう劇場
  - 「銀のいずみ」
  - 「三びきのやぎのがらがらどん」（がらがらどん・小）
  - 「セロひきのゴーシュ」
  - 「川辺のなかまたち」
  - 「王さまロボット」（ナレーション、ロボット）
  - 「きつねの窓」
- カン太とユーリーのSUPER TIME TRAVEL〜日本の税とその歴史〜（カン太）CD-ROM
- 課外授業 ようこそ先輩 NHK（2007年12月22日）
- 天才てれびくんMAX（2009年5月21日、『忍たま』関連で本人が出演）
- 東京ディズニーシー「ロストリバーデルタ」（ミゲルズ・エルドラド・キャンティーナ提供の声）
- Panasonic住宅用火災警報器（TVCM）
- ETV50 もう一度見たい教育テレビ（2009年12月31日、ゲストで出演）
- ワンダー×ワンダー（NHK総合、2011年8月20日放送分から登場した番組のキャラクター・ワン太の声）
- サンリオピューロランド内「夢のタイムマシン」上映 「ONE PIECE 3D 激走!トラップコースター」（モンキー・D・ルフィ）
- iコンシェル（ひつじのしつじくん）
- 幼児向け楽曲「動物村のポンポコバス」を歌っている。
- ビートたけしの私が嫉妬したスゴい人（2017年4月6日、ゲストで出演）
- 行列のできる法律相談所20周年目突入SP!さんまVS超個性派集団チームナックス（2021年4月25日、ゲストで出演）
- 日清食品 カップヌードル「HUNGRY DAYS ワンピース ゾロ 篇」（TVCM、モンキー・D・ルフィ）[212]
- 声優のホンネ シーズン2 第1回：田中真弓×山口勝平（2021年10月22日、ファミリー劇場CLUB） - トーク番組[213][214]
- 劇団飛行船
  - 「アラジンと魔法のランプ」（アラジン）
- ドラえもん&Fキャラオールスターズ ゆめの町、Fランド（2024年、モジャ公）[215]
- 東京国立近代美術館「ハニワと土偶の近代」（2024年10月1日 - 12月22日） - 音声ガイドナビゲーター[216][217]
- 朗読劇「タチヨミ-最終巻-」（2025年6月14日、本多劇場）[218]

## 著作
- 『ぶさいくに生きて、そこそこ幸せをつかむ法』 
  - （大阪書籍、1986年） ISBN 475-4890191
  - （廣済堂文庫、1993年） ISBN 433-1651622
- 『ぶさいく子育て日記』（六興出版、1990年） ISBN 484-5360454
- 『懺悔 こんな私に愛のムチ』（廣済堂出版、1995年） ISBN 433-1504735